# Albert Camus
Albert Camus (tiếng Pháp: [albɛʁ kamy] ⓘ; ngày 7 tháng 11 năm 1913 - ngày 4 tháng 1 năm 1960) là một nhà văn, triết gia, nhà báo người Pháp nổi tiếng. Các tác phẩm tiêu biểu của ông bao gồm: Người xa lạ, Dịch hạch, Huyền thoại Sisyphe, Con người phản kháng, Sa đọa.
Albert Camus được trao tặng Giải Nobel Văn học năm 1957 "vì các sáng tác văn học của ông đã đưa ra ánh sáng những vấn đề đặt ra cho lương tâm loài người ở thời đại chúng ta".
Về triết học, ông được biết đến vì những đóng góp cho chủ nghĩa phi lý. Mặc dù cũng được coi là một nhà triết học hiện sinh, nhưng ông thường bác bỏ điều này trong suốt cuộc đời mình.

## Tiểu sử
Albert Camus sinh ngày 7 tháng 11 năm 1913 tại Mondovi, một làng ở Constantinois, gần Bône, Algérie. Cha ông, Lucien Camus, một công nhân sản xuất rượu nho vùng Mondovi cho một thương gia thành phố Alger. Khi Chiến tranh thế giới thứ nhất nổ ra, Lucien Camus bị động viên vào tháng 9 năm 1914, bị thương trong trận chiến Marne và chết tại bệnh viện quân y Saint-Brieuc ngày 17 tháng 10 năm 1914. Về cha mình, Albert chỉ biết qua một bức ảnh duy nhất còn để lại.
Gia đình của Albert sống ở thủ đô Alger và trong thời gian học tập ở đây, được sự động viên của giáo sư, triết gia Jean Grenier, ông bắt đầu tìm hiểu Friedrich Nietzsche. Albert Camus cầm bút từ rất sớm, những bài viết đầu tiên của ông xuất hiện trên tạp chí Sud vào năm 1932. Sau khi tốt nghiệp trung học, ông học triết học ở Đại học Alger. Albert định sẽ học tiếp cao học, nhưng bệnh lao phổi đã cản trở ý định của ông.
Năm 1935, Albert bắt đầu viết tác phẩm L'Envers et l'Endroit (Bề trái và bề mặt) và xuất bản hai năm sau đó. Tại Alger, ông thành lập nhóm Théâtre du Travail và năm 1937 đổi tên thành Théâtre de l'Équipe. Thời gian đó, Albert rời bỏ đảng cộng sản mà ông là thành viên từ năm 1934. Năm 1938, ông viết quyển Noces (Giao cảm), tuy ca ngợi vẻ đẹp rực rỡ của mặt trời quê hương nhưng ông đã cho thấy sự bi quan sâu sắc về cuộc sống.
Tiếp theo, ông làm việc cho tờ Front populaire của Pascal Pia, cuộc điều tra Misère de la Kabylie của ông đã gây được tiếng vang lớn. Năm 1940, chính phủ Algérie ra lệnh đóng cửa tờ báo và cũng với sự can thiệp của chính phủ, Abert Camus đã không thể tìm được việc làm ở Alger.
Albert đến Paris làm biên tập cho tờ Paris-Soir. Năm 1942, ông phát hành cuốn tiểu thuyết L'Étranger (Người xa lạ) và tiểu luận Le Mythe de Sisyphe (Huyền thoại Sisyphe), trong đó ông đã trình bày những tư tưởng triết học của mình. Sisyphe là một nhân vật trong thần thoại Hy Lạp bị trừng phạt phải lăn một hòn đá lớn lên núi dốc, khi đến đỉnh hòn đá lại rơi trở xuống chân dốc, cứ thế Sisyphe tiếp tục lăn lên rồi rơi xuống theo một chu kỳ vĩnh cửu. Theo hệ sự phân loại của riêng Albert, các tác phẩm đó thuộc "thời kỳ phi lý" (cycle de l'absurde), cùng với các vở kịch Le Malentendu (Ngộ nhận, 1944) và Caligula (1945). Năm 1943, ông làm việc cho nhà xuất bản Gallimard rồi làm chủ biên tập báo Combat, cũng trong năm này ông gặp và làm quen với Jean-Paul Sartre. Những tác phẩm tiếp theo của Camus thuộc "thời kỳ nổi loạn" (cycle de la révolte), trong đó nổi tiếng hơn cả phải kể đến La Peste (Dịch hạch, 1947), kế đến L'État de siège (1948), Les Justes (Những người trung thực, 1949) và L'Homme révolté (Con người phản kháng, 1951). Trong quyển tiểu luận triết học L'Homme révolté, ông đã trình bày tất cả các hình thức nổi loạn (siêu hình, chính trị và nghệ thuật...) qua mọi thời đại. Ông miêu tả con người cảm nhận sâu sắc sự phi lý của cuộc sống, luôn muốn nổi dậy, chống lại nỗi khốn khổ của kiếp người, nhưng cuối cùng vẫn không có lối thoát, mọi cố gắng đều hoàn toàn vô ích.

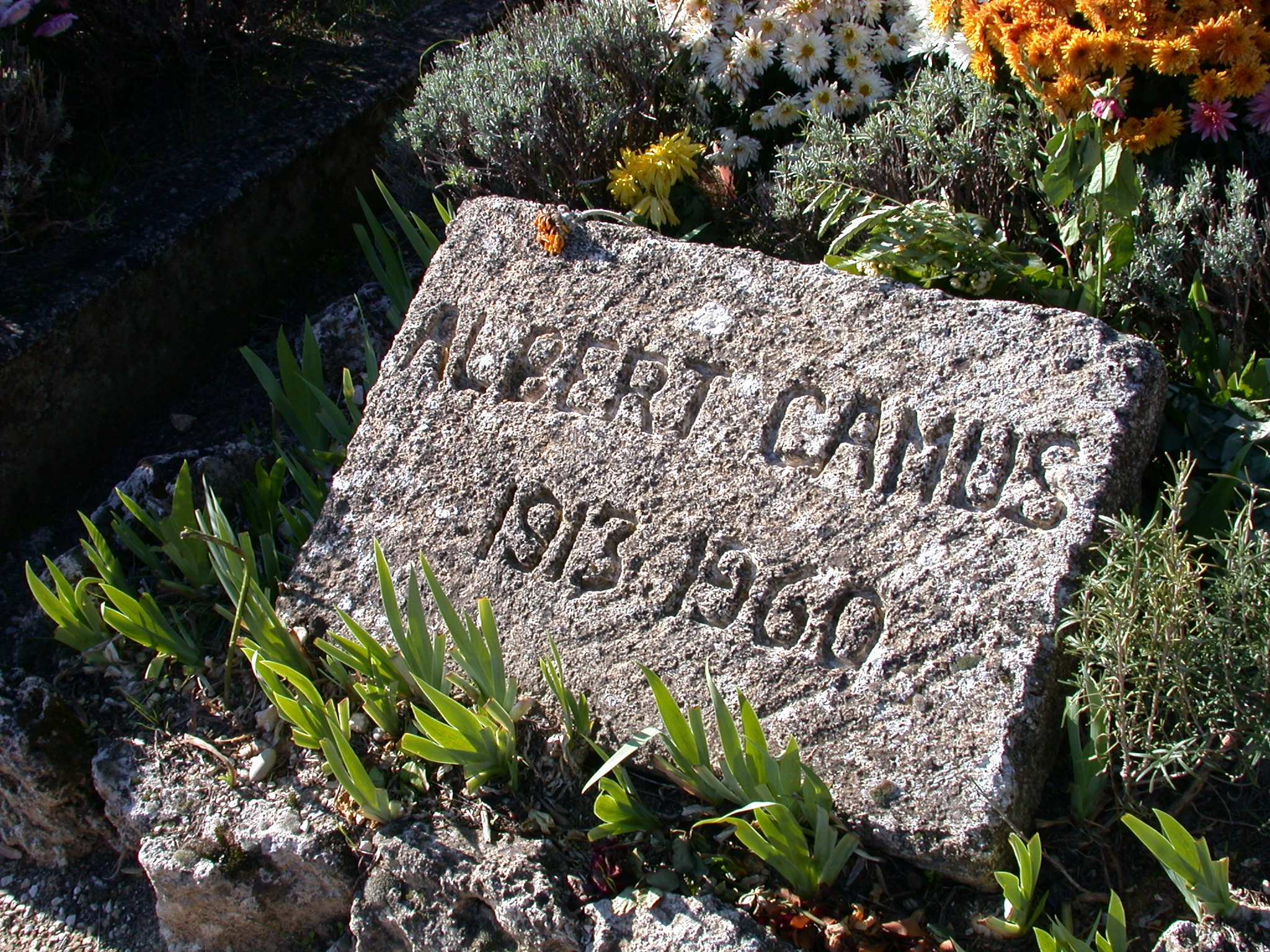
Bia mộ Albert Camus ở Lourmarin

Tình bạn giữa Albert Camus và Jean-Paul Sartre rạn nứt vào năm 1952, sau khi trên tạp chí Les Temps modernes của Sartre, Henri Jeanson đã chê trách sự nổi loạn của Camus là "có suy tính". Năm 1956, tại Alger, Albert công bố "Appel pour la trêve civile". Cũng trong năm đó, cuốn La Chute (Sa đọa), tác phẩm quan trọng cuối cùng của Albert Camus được xuất bản.
Ngày 4 tháng 1 năm 1960, tại Petit-Villeblevin vùng Yonne, Albert Camus mất trong một tai nạn giao thông. Trên chiếc xe Facel Véga khi đó còn có một người bạn của ông Michel Gallimard và người cháu Gaston.
Albert Camus được chôn cất ở Lourmarin, vùng Vaucluse, nơi ông đã mua một căn nhà trước đó.

## Tác phẩm tiêu biểu

### Tiểu thuyết
- L'Etranger (Người xa lạ, 1942, còn được dịch thành Kẻ xa lạ, Người dưng, Kẻ ngoại cuộc)
- La Peste (Dịch hạch, 1947)
- La Chute (Sa đọa, 1956)
- La Mort heureuse (một văn bản sớm của L'Etranger, ấn bản sau khi chết, 1970)
- Le premier homme (chưa hoàn tất, ấn bản sau khi chết, 1995)

### Truyện ngắn
- L'exil et le royaume (Lưu đày và quê nhà, 1957), gồm có:
  - La Femme Adultère (Người đàn bà ngoại tình)
  - Le Renégat ou un esprit confus (Kẻ phản bội)
  - Les Muets (Những người câm)
  - L'Hôte
  - Jonas, ou l'artiste au travail (Jonas hay công nghiệp người nghệ sĩ)
  - La Pierre qui pousse (Đá mọc)

### Kịch
- Caligula (Hoàng đế La Mã Caligula, 1938)
- Le Malentendu (Ngộ nhận, 1944)
- L'État de siège (Tình trạng giới nghiêm, 1948)
- Les Justes (Những người trung thực, 1949)
- Les Possédés (phỏng theo tiểu thuyết cùng tên của Fyodor Dostoevsky, 1959)
- Requiem pour une nonne (phỏng theo tiểu thuyết cùng tên của William Faulkner, 1962)

### Phi hư cấu
- L'envers et l'endroit (Bề trái và bề mặt, 1937)
- Noces (Giao cảm, 1938, còn được dịch thành Hôn lễ, Đám cưới)
- Le Mythe de Sisyphe (Huyền thoại Sisyphe, 1942, còn được dịch thành Thần thoại Sisyphus)
- Lettres à un ami allemand (dưới bút hiệu Louis Neuville, 1948)
- L'Homme révolté (Con người phản kháng, 1951, còn được dịch thành Người nổi loạn)
- Carnets, 1935-1942 (1962)
- Carnets, 1942-1951 (1965)
- Carnets, 1951-1959 (1989)
- Correspondance inédite, 1944-1959 (Thư từ trao đổi giữa Albert Camus và María Casares, 2017)

## Các bản dịch tiếng Việt
Tuy số lượng tác phẩm để lại không nhiều, nhưng Camus lại là một trong số nhà văn nước ngoài được dịch ở Việt Nam một cách kịp thời, nhanh chóng và tương đối đầy đủ, đặc biệt ở miền Nam trước thời điểm 1975 khi mà ảnh hưởng của nền văn chương hiện sinh đến từ phương Tây nói chung và từ nước Pháp nói riêng là rất lớn.
Thư mục dịch thuật ở Việt Nam (thứ tự sắp xếp theo năm):
1. Nguyễn Văn Trung dịch (1960), Người đàn bà ngoại tình, in trên số tháng 12, tuần báo Sáng tạo, Tập san Văn.
2. Trần Phong Giao dịch (1963), Sứ mệnh văn nghệ hiện đại (Discours de Suède), NXB Giao Điểm, in lại bởi NXB An Tiêm (1974).
3. Trần Thiện Đạo dịch (1964), Giao Cảm, NXB Giao điểm.
4. Trần Phong Giao dịch (1965), Những người trung thực, Tập san Văn.
5. Vương Trân Nam dịch, Bàn tay của tình thương (Les Justes), Tập san Văn học.
6. Trần Phong Giao & Vũ Đình Lưu dịch (1965), Lưu đày và quê nhà, NXB Giao điểm.
7. Dương Kiền & Bùi Ngọc Dung dịch (1965), Người xa lạ, NXB Đời Nay.
8. Võ Lang dịch (1965), Người xa lạ, NXB Thời Mới.
9. Hoàng Văn Đức dịch (1966), Dịch hạch, NXB Thời Mới.
10. Bùi Giáng trích dịch (1966), Mùa hè (L'Été), Con người phản kháng, in trong Sương Tỳ Hải, NXB Phú Vang, in lại bởi NXB An Tiêm (1972), NXB Văn nghệ TP.HCM (2007).
11. Trần Thiện Đạo dịch (1967), Bề trái và bề mặt, NXB Giao Điểm.
12. Bùi Giáng dịch (1967), Con người phản kháng, NXB Võ Tánh.
13. Bùi Giáng dịch (1967), Bạo chúa Caligula, NXB Võ Tánh.
14. Nguyễn Thức dịch, Caligula, Tập san Gió Mới.
15. Bùi Giáng dịch (1968), Mùa hè sa mạc (L’Été – Le Désert – Noces), NXB Võ Tánh.
16. Bùi Giáng dịch (1969), Biển đông xe cát (Le Mythe de Sisyphe), NXB An Tiêm.
17. Tuấn Minh dịch (1970), Kẻ xa lạ, NXB Sống Mới.
18. Võ Văn Dung dịch (1971), Dịch hạch, NXB Dịch Giả, in lại bởi NXB Dân trí (2020).
19. Bùi Giáng dịch (1972), Ngộ nhận, NXB An Tiêm, in lại bởi NXB Văn nghệ TP.HCM (2006).
20. Bùi Giáng dịch (1972), Sổ ghi (Carnets), NXB An Tiêm.
21. Trần Thiện Đạo dịch (1972), Sa đọa, NXB Giao Điểm, in lại bởi NXB Hội Nhà văn (1995).
22. Lê Thanh Hoàng Dân & Mai Vi Phúc dịch (1973), Kẻ xa lạ, NXB Trẻ.
23. Nguyễn Trọng Định dịch (1989), Dịch hạch, NXB Văn học.
24. Vũ Đình Phòng dịch (1992), Nơi lưu đày và vương quốc (L'exil et le royaume), NXB Hội Nhà văn.
25. Dương Tường dịch (1995), Người dưng, NXB Văn học.
26. Vũ Đình Phòng dịch (1998), Người đàn bà ngoại tình, in trong tập Truyện ngắn nước ngoài chọn lọc, NXB Quân đội Nhân dân.
27. Vũ Đình Phòng dịch (1998), Kẻ phản bội, Những người câm (Le Renégat ou un esprit confus – Les Muets), in trong Truyện ngắn chọn lọc tác giả đoạt giải Nobel, NXB Hội Nhà văn.
28. Nguyễn Trần Sâm dịch (2000), Kẻ xa lạ, Blog Đào Hiếu.[7]
29. Nguyễn Văn Dân dịch (2002), Kẻ xa lạ, in trong Văn học phi lí, NXB Văn hóa Thông tin.
30. Nguyễn Văn Dân dịch (2002), Một lập luận phi lí và huyền thoại Sisyphe, in trong Văn học phi lí, NXB Văn hóa Thông tin.
31. Dương Linh dịch (2004), Người đàn bà ngoại tình, Jonas hay công nghiệp người nghệ sĩ (Jonas, ou l'artiste au travail), Đá mọc (La Pierre qui pousse), in trong Tuyển tập truyện ngắn tác giả đoạt giải Nobel, NXB Hội Nhà văn.
32. Trần Thiện Đạo dịch (2004), Giao cảm & Bề trái và bề mặt, NXB Văn hóa Thông tin.
33. An Nguyễn dịch (2005), Người xa lạ, NXB Antôn & Đuốc sáng.
34. Lê Khắc Thành dịch (2006), Caligula, NXB Sân khấu.
35. Trương Thị Hoàng Yến & Phong Sa dịch (2014), Thần Thoại Sisyphus, NXB Trẻ.
36. Thanh Thư dịch (2017), Người xa lạ, NXB Hội Nhà văn.
37. Liễu Trương dịch (2021), Kẻ ngoại cuộc, NXB Dân trí.